# Elección legislativa de Francia de 1910
Las elecciones legislativas de Francia de 1910 se realizaron el 24 de abril y 8 de mayo de 1910.

## Resultados
| Partido | Partido                                           | Votos     | % Votos |
| ------- | ------------------------------------------------- | --------- | ------- |
|         | Partido Republicano. Radical y Radical Socialista | 2.693.471 | 32.08%  |
|         | Acción Liberal Popular y Conservadores            | 1.602.209 | 19.08%  |
|         | Federación Republicana                            | 1.472.442 | 17.54%  |
|         | Sección Francesa de la Internacional Obrera       | 1.110.561 | 13.23%  |
|         | Alianza Republicana Democrática                   | 1.018.704 | 12.13%  |
|         | Socialistas Independentes                         | 345.202   | 4.11%   |
|         | Liberales                                         | 153.231   | 1.82%   |

- Datos: Q1984264
- Multimedia: French legislative elections (1910) / Q1984264